# كيري بومونت
كيري بومونت (بالإنجليزية: Kerry Beaumont)‏ هو عازف الأرغن بريطاني، ولد في 5 أبريل 1957.

## وصلات خارجية
- كيري بومونت على موقع ميوزك برينز (الإنجليزية)
- كيري بومونت على موقع ديسكوغز (الإنجليزية)